# کمیل (فیلم ۱۹۱۷)
«کمیل» (انگلیسی: Camille (1917 film)) یک فیلم به کارگردانی جی. گوردون ادواردز است که در سال ۱۹۱۷ منتشر شد.

## بازیگران
- ثیدا بارا
- آلن راسکو
- گلن وایت
- آلیس گیل
- کلیر ویتنی
- ریچارد بارتلمس
- والتر لا